# Stuart Watkins
Pour les articles homonymes, voir Watkins.

a Compétitions nationales et continentales officielles uniquement.

b Matchs officiels uniquement.
Stuart John Watkins, né le 5 juin 1941 à Newport, est un joueur de rugby à XV qui a joué avec l'équipe du pays de Galles évoluant au poste de trois quart aile. 

## Biographie
Stuart Watkins dispute son premier test match le 1er février 1964 contre l'équipe d'Écosse, et son dernier test match contre l'équipe d'Irlande le 14 mars 1970. Il dispute trois test matchs avec les Lions britanniques en 1966. Il joue successivement avec les clubs du Cross Keys RFC, du Newport RFC et du Cardiff RFC. Il connaît sept sélections avec les Barbarians de 1963 à 1967.

## Palmarès
- Vainqueur du Tournoi des Cinq Nations en 1964, 1965, 1966, 1969 et 1970

## Statistiques en équipe nationale
- 26 sélections
- 27 points (9 essais)
- Sélections par année : 3 en 1964, 4 en 1965, 5 en 1966, 5 en 1967, 2 en 1968, 5 en 1969, 2 en 1970
- Tournois des Cinq Nations disputés : 1964, 1965, 1966, 1967, 1968, 1969, 1970